# 洪錦鉉
洪錦鉉，MH，香港親中派民建聯政治人物，曾任香港觀塘區議員寶達選區議員，至2019年香港區議會選舉被民主派支持的馮家龍擊敗。2024年起任觀塘區議會委任議員。

## 政治生涯及爭議
洪錦鉉曾經是觀塘區議員（寶達選區），亦曾擔任民建聯副秘書長、觀塘區議會副主席。

### 2012年香港特首選舉
洪錦鉉為選委之一，於2012年香港特首選舉曾經提名梁振英。

### 2016年香港立法會選舉
於2016年3月，由於民建聯資深議員葉國謙不角逐連任，民建聯就2016年香港立法會選舉其騰出的區議會（一）功能組別議席進行初選，其中洪錦鉉、鄭泳舜、陳學鋒和劉國勳都有參與，但最終劉國勳勝出。

### COVID-19期間指控政敵及違反政府防疫指示
於COVID-19期間，洪錦鉉於社交媒體聲稱7月15日晚已「傳出」有寶達邨居民確診的消息，指控政敵馮家龍未及時作出反應，但衞生署只在7月16日才公佈寶達邨有居民確診。另外，洪亦被揭發，在7月有多人確診的「雅蘭迎囍聚會」擔任主禮嘉賓，更除罩與人合照，又帶領眾人大合唱。

## 私人生活
洪錦鉉熱愛品茗，更在貴州湄潭縣買了一個茶園。另外，洪錦鉉亦擅長舞蹈。